# Firdaus
Firdaus is een bestuurslaag in het regentschap Serdang Bedagai van de provincie Noord-Sumatra, Indonesië. Firdaus telt 10.781 inwoners (volkstelling 2010).